# BMW S68
BMW S68 este un motor V8 cu doua turbo compresoare produs de BMW⁠(d) Prima oara folosit pe BMW X7 în 2022 pe varianta de model M60i. După câteva săptămâni de la lansare BMW a prezentat BMW XM cu o versiune mai puternica a motorului Totodatâ, varianta normalâ este folosite și pe BMW 760i⁠(d), BMW X5 M60i⁠(d) și BMW X6 M60i.

## Designul[6]
S68 are o cursă cilindrica de 88,3 mm și aceeași capacitate cilindrica ca predecesorul său BMW S63, dar raportul de compresie de 10,5:1 corespunde variantelor predecesoare cu rapoarte de comprimare mai mari. Are câte un turbocompresor pe fiecare banc de cilindrii și ambele turbine sunt plasate în mijlocul bancurilor de cilindri într-un design numit hot-vee preluat din varianta anterioară S63; exista o singura galerie de evacuare. S68 este singurul motor V8 de producție actual oferit cu o galerie de evacuare de tip încrucișat pentru o presiune îmbunătățită a turbinelor prin combinarea pulsurilor de evacuare într-un mod mai eficient, care cu un detriment pe partea de sunet, făcând-ul sa sune mai aproape de o configurație de 180 de grade V8. Uleiul de motor este răcit de un radiator extern, iar pentru circuitul de ulei este utilizată o pompă de ulei nou dezvoltată. Motorul este acum oferit doar ca sistem mild hybrid de 48 volți, are un sistem mild hybrid de 9 kW (12 CP) motor electric cu un cuplu de 200 N·m (150 lbf·ft) ; spre deosebire de sistemele mild hybrid anterioare de la BMW, acesta este instalat în transmisie. Motorul electric este folosit și pentru pornirile calde, în timp ce pornirile la rece sunt efectuate de un demaror standard de 12 volți, similar cu majoritatea celorlalte motoare. Bateria de 48 de volți găsită în modelele X7 M60i, XM și 760i are o capacitate de 20 Ah. bateria necesară pentru aceasta are o capacitate de 90 Ah. Controlul variabil al arborelui cu came ( VANOS ) este acum electric și nu hidraulic. S68 îndeplinește în prezent standardul de emisii Euro 6d,, dar ar trebui să poată atingă și standardul mai strict Euro 7, care este planificat pentru 2025.
Motorul electric al lui S68 are un cuplu de 200 N·m (150 lbf·ft). Pentru motorul cu ardere interna se raportează o turație maximă de 7200 rpm.